# تام میکس
توماس هزیکیا میکس (به انگلیسی: Thomas Hezikiah Mix) ‏ (۴ ژانویه، ۱۸۸۰ - ۱۲ اکتبر ۱۹۴۰) بازیگر آمریکایی فیلم‌های صامت وسترن بود.
از میکس به عنوان اولین ستاره بزرگ فیلم‌های وسترن هالیوود یاد می‌شود. او نقشی اساسی را در تعریف ژانر وسترن داشت و زمانی که بسیاری از نام‌های مطرح سینما و به ویژه هنرپیشه‌های وسترن همچون جان وین و رونالد ریگان دوران جوانی خود را سپری می‌کردند و شهرت چندانی نداشتند از میکس به عنوان یک ستاره یاد می‌شد و میلیون‌ها کودک و نوجوان آمریکایی با تماشای فیلم‌های او در بعد از ظهرهای شنبه بزرگ شدند. این هنرپیشه در بین سال‌های ۱۹۱۰ تا ۱۹۳۵ حدود ۳۴۰ فیلم را تولید کرد که تنها ۹ فیلم از آن‌ها دارای کلام بودند. البته بنا بر گزارش‌های سال ۲۰۰۷ تنها ۱۰ درصد این فیلم‌ها برای تماشا موجود هستند و تعداد فیلم‌های مفقود شده در بین آن‌ها نیز مشخص نیست. میکس در سال ۱۹۴۰ بر اثر سانحه رانندگی، در سن ۶۰ سالگی درگذشت.

## دوران جوانی
توماس میکس در ششم ژانویه ۱۸۸۰ و در پنسیلوانیای آمریکا زاده شد. وی در خانواده‌ای زاده شد که از نظر مالی در وضعیت چندان مناسبی نبود و دوران نوجوانی وی همراه با کار در مراتع سپری شد. اما او در این مدت تبدیل به یک سوار کار و تیرانداز حرفه‌ای شد و حتی مدتی را نیز به عنوان یک مارشال در یک شهر کوچک در اوکلاهما فعال بود و توانایی وی در سال ۱۹۰۹ با قهرمانی در «مسابقات ملی سوارکاری و رودیو» به اثبات رسید.

## دوران حرفه‌ای

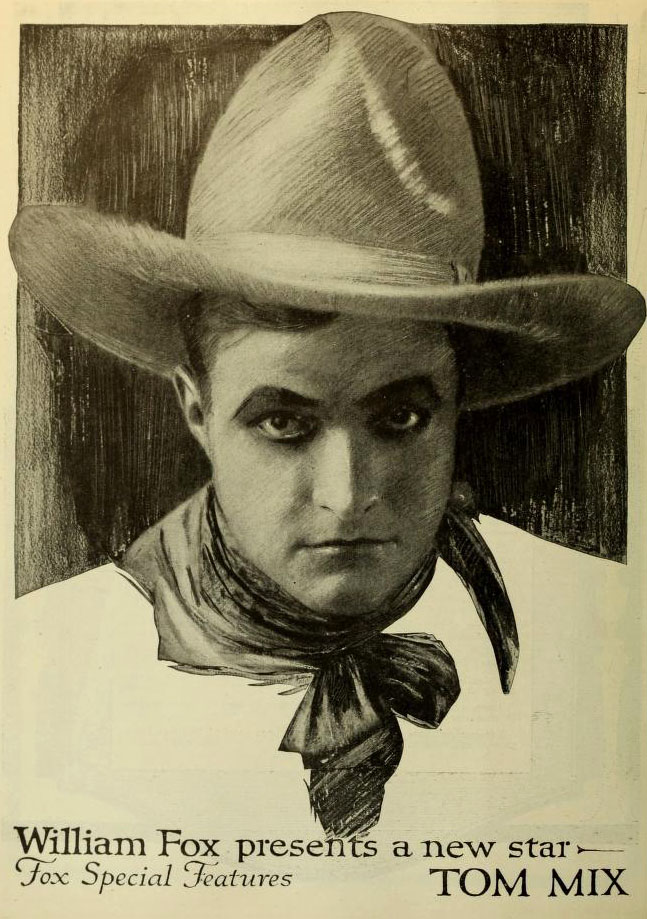
إعلان (۱۹۱۷)
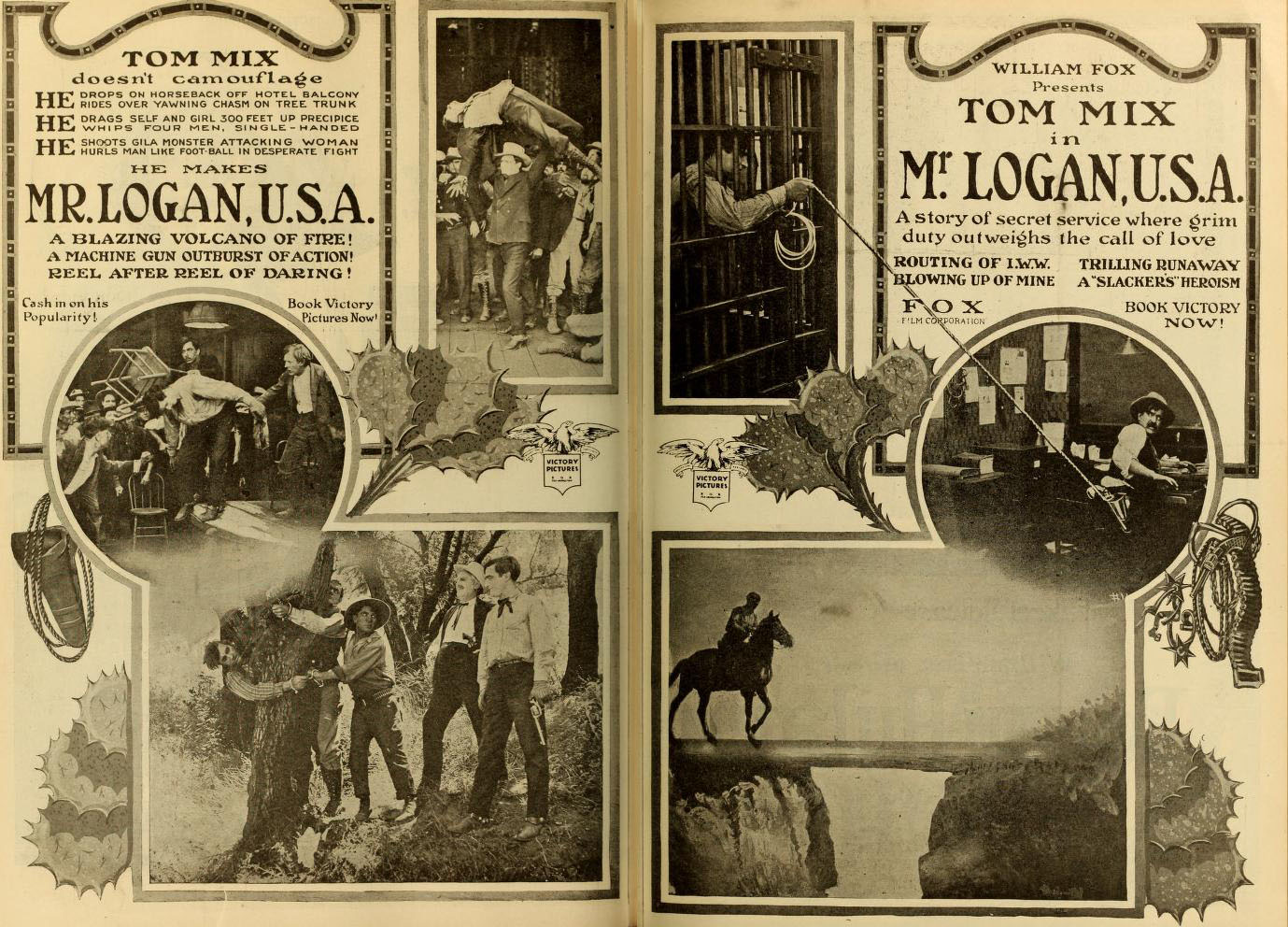
Mr. Logan, U.S.A. (1918)
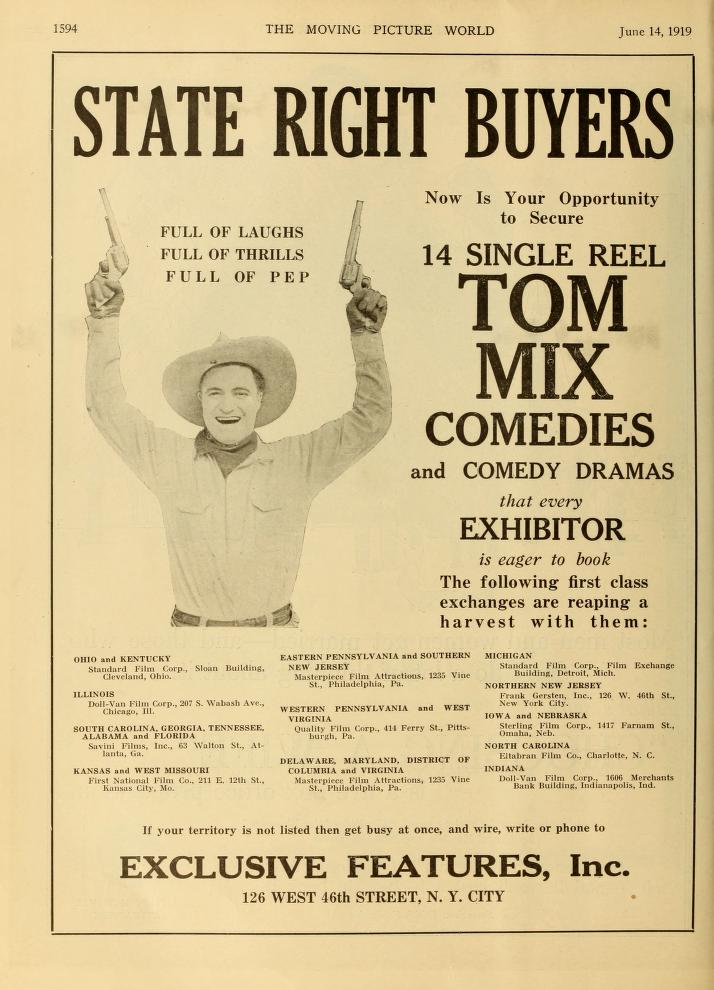
إعلان (۱۹۱۹)
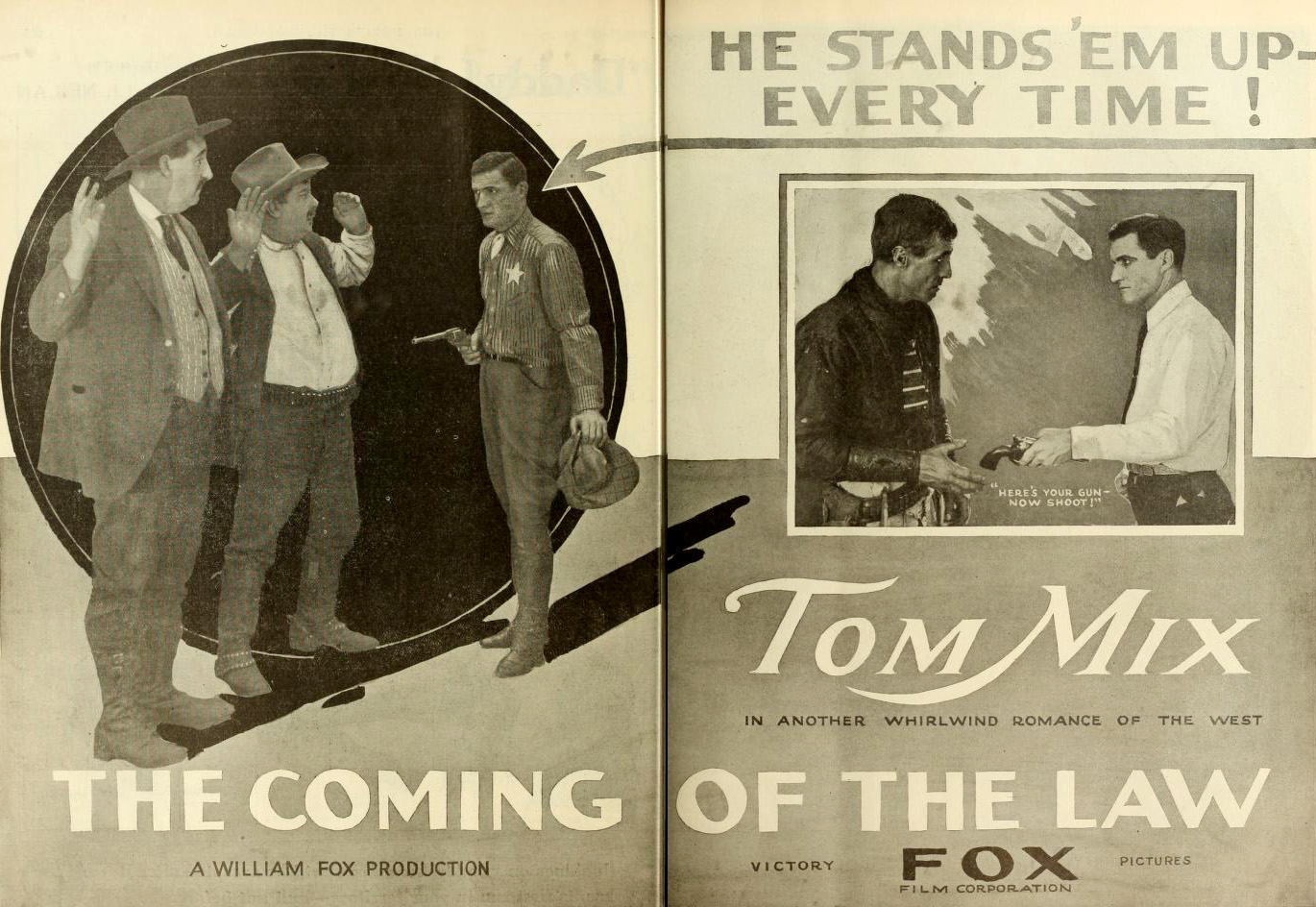
إعلان (۱۹۱۹)

میکس پس از کار در یکی از مراتع بزرگ آمریکا موفق شد تا با نشان دادن مهارت‌هایش در اولین فیلم خود با نام زندگی در مراتع ساوثوست پهناور (۱۹۱۰) به عنوان یک ستاره مطرح شود. وی بدلکاری آثارش را نیز خود انجام می‌داد که این امر علاوه بر تمایز او باعث وارد آمدن آسیب‌هایی نیز به وی شد. اما گفته می‌شود که او و جان وین میانه خوبی با یکدیگر نداشتند و برخی معتقد بودند که میکس وین را رقیبی برای شهرت خود می‌دید.

## تأثیر

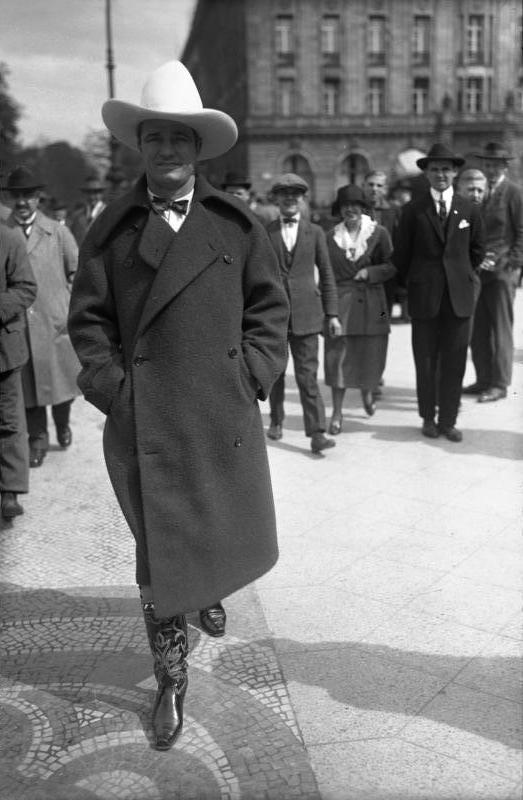

بنا بر برخی اظهار نظرها میکس موفق شد تا در دوران فعالیت خود ثروتی در حدود ۶ میلیون دلار (معادل ۴۰۰ میلیون دلار در قرن حاضر) کسب کند و در آثار ادبی، کتاب‌های مصور، برنامه‌های رادیویی، حتی پس از مرگش نام و نشانی از خود برجای بگذارد. همچنین در سال ۱۹۶۷ تصویر او در کنار بسیاری دیگر از مشاهیر قرن بیستم بر روی یکی از آلبوم‌های بیتلز نقش بست. در فیلم‌های بسیاری همچون بتمن (۱۹۹۳)، جاده مالهالند به کارگردانی دیوید لینچ، بچه جایگزین با بازی آنجلینا جولی، غروب که در آن بروس ویلیس نقش وی را ایفا کرد نیز نشان‌هایی از او به چشم می‌خورد.
وی همچنین صحنه فیلمبرداری عظیمی را با نام میکسویل راه اندازی کرد که تمام ویژگی‌های یک شهر مرزی را دارا بود. در واقع بانک، زندان، سالن، جاده‌های خاکی، بیابان، و یک روستای سرخپوستی با کوه‌های مینیاتوری گچی که به طرز بدیعی در فیلم واقعی جلوه می‌کردند تنها بخشی از این صحنه را تشکیل می‌داد. همچنین اسب میکس که «تونی» نام داشت و از زمان تولد نزد وی بزرگ شده بود در بسیاری از فیلم‌های میکس حضور داشت و به شهرتی جهانی دست یافت و مانند یک هنرپیشه به یک سمبل و ستاره در دنیای سینما تبدیل شد. اما دوران رکود بزرگ و سبک خرج کردن میکس باعث شد تا او تقریباً تمام پس‌انداز خود را از دست دهد. ستاره‌ای به نام وی در پیاده‌روی شهرت هالیوود قرار دارد. موزه ای نیز به نام او در اوکلاهما وجود دارد که در سال ۲۰۰۲ تفنگ‌های او از آن به سرقت رفت.